# Niccolò III. d’Este

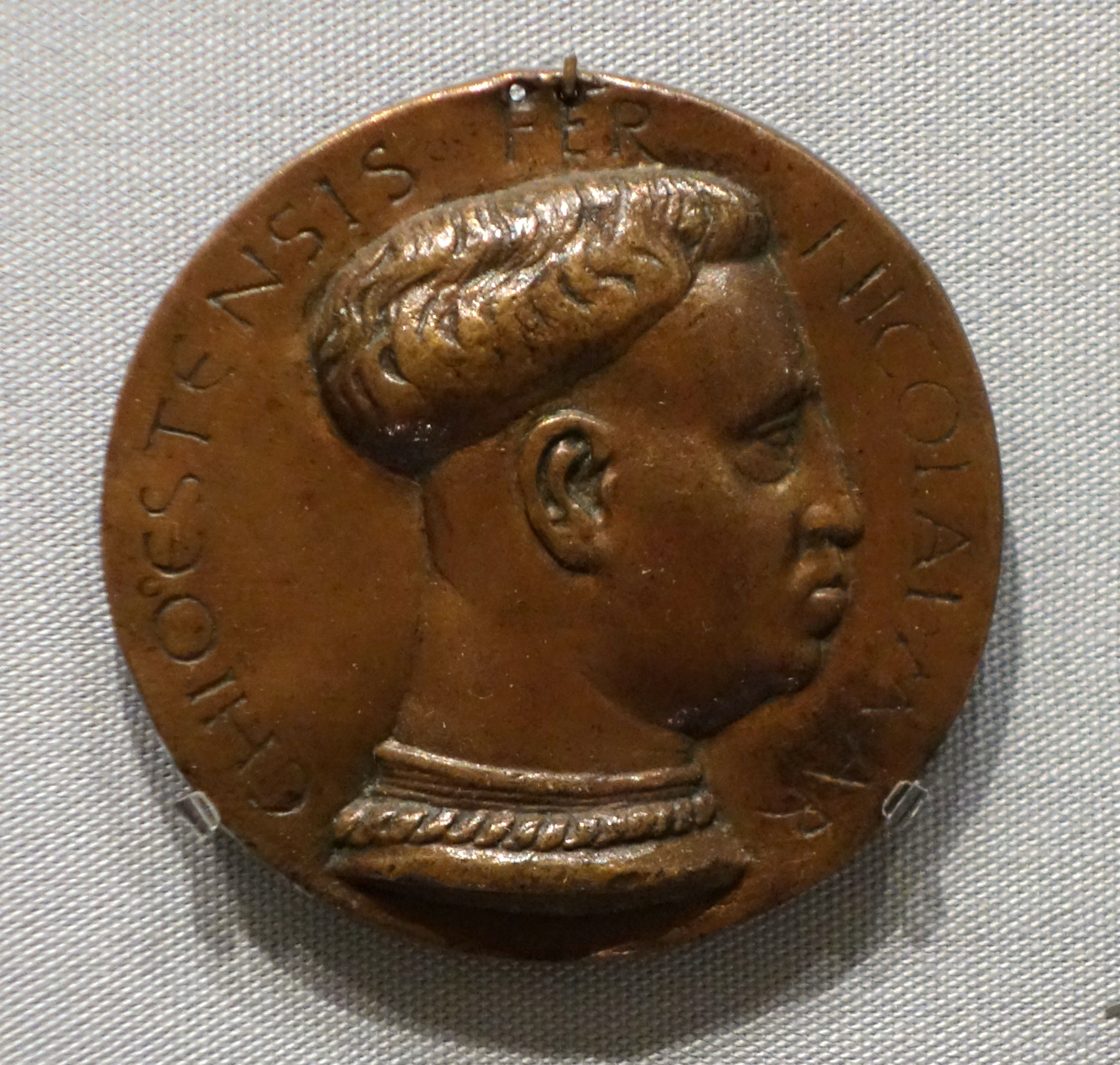
Niccolò III. d’Este auf einer zeitgenössischen Münze

Niccolò III. d’Este (* 9. November 1383 oder 1384; † 26. Dezember 1441 in Mailand) aus dem Hause Este war von 1393 bis 1441 Markgraf von Ferrara, Modena und Reggio, er erlangte durch viele Beziehungen und die Vielzahl seiner außerehelichen Kinder große Bekanntheit.

## Frühe Regierung

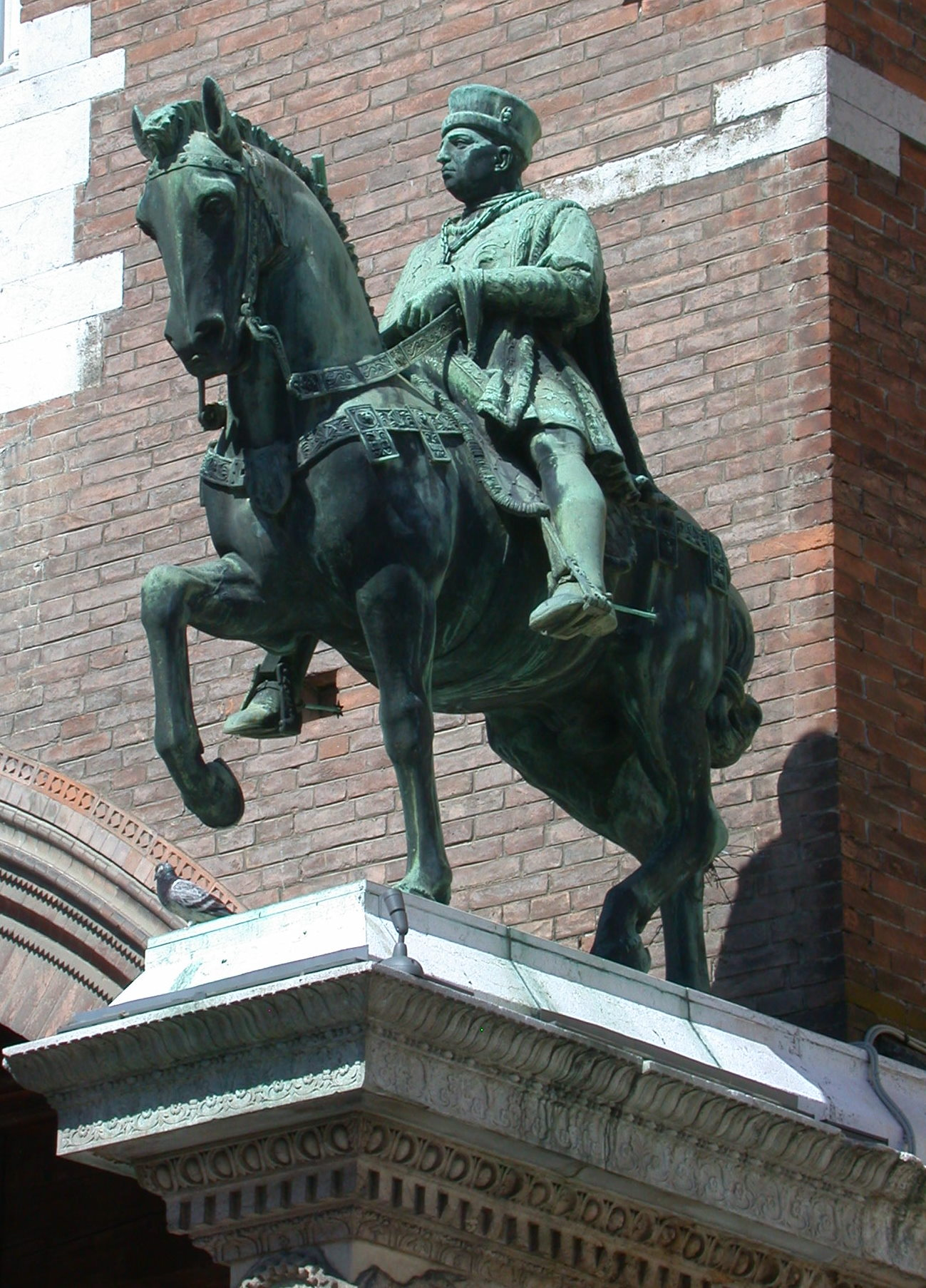
Reiterstandbild Niccolos III. d’Este in Ferrara

Niccolò III. war das einzige Kind von Alberto I. d’Este und der Isotta Albaresani. Er entstammte der jüngeren Linie der Fulc-Este oder nur Este, die seit 1171 den Titel der Markgrafen von Este trugen. Niccolò folgte 1393 unter Vormundschaft eines Regentschaftsrates seinem Vater als Markgraf nach und schloss erst dreizehnjährig im Juni 1397 eine erste Ehe mit Gigliola da Carrara, Tochter des Francesco Novello da Carrara, Herr von Padua. Diese Ehe war unglücklich, weil Gigliola keine Kinder gebar und Niccolò keinen legitimen Erben hatte. Nach langer Krankheit starb Gigliola am 16. Februar 1416 zurückgezogen zum Kummer der Armen der Stadt, deren Wohltäterin sie war.
Seit 1403 war Stella de’ Tolomei, Tochter von Giovanni de’ Tolomei, seine Geliebte. Der Bischof und Schriftsteller Matteo Bandello (* 1485, † 1561) nannte ihn den „Hahn von Ferrara“ und schrieb, dass es in Ferrara und im Umland keine Gegend gäbe, wo Niccolò nicht einen Bastardsohn hätte, sodass im Volk der Spruch kursierte „di qua e di là dal Po son tutti figli di Niccolò“ („auf beiden Seiten des Po – lauter Kinder von Niccolò“). Stella Tolomei sah endlich den Moment gekommen, aus der Rolle einer Geliebten heraustreten zu können, um die ihr versprochene Rolle als legitime Ehefrau und Markgräfin zu übernehmen.

## Drama um Parisina

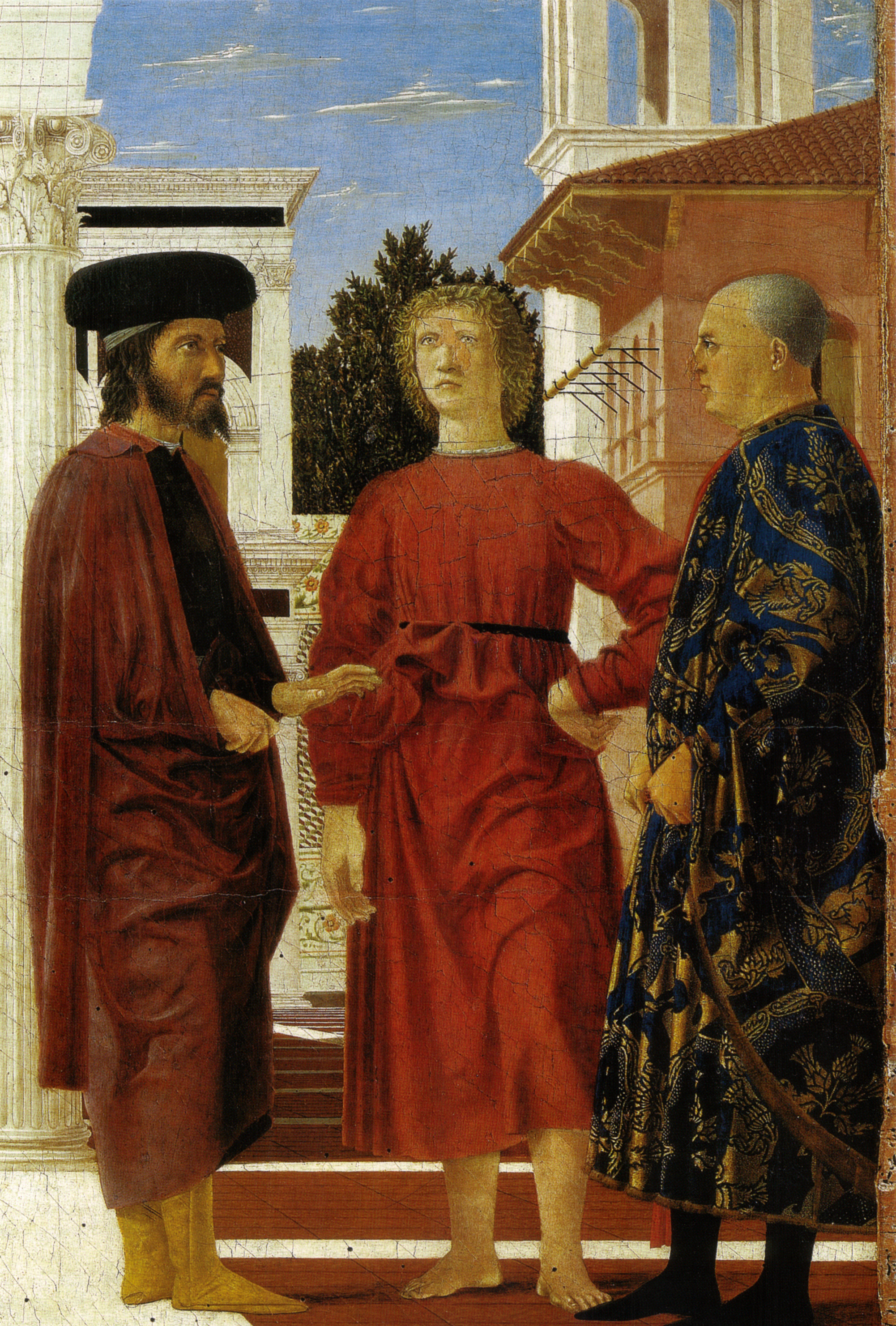
Gemälde von Piero della Francesca; abgebildet ist Niccolò III. d’Este auf der rechten Seite

Am 2. April 1418 vermählte er sich mit der weit jüngeren Parisina Malatesta (1404–1425), Tochter des Andrea Malatesta, Herr von Cesena. Es dürften hierbei auch strategische Überlegungen eine Rolle gespielt haben, denn in unruhigen Zeiten konnte die Schwägerschaft mit dem Haus Malatesta, das sich regelmäßig durch tüchtige Condottieri auszeichnete, von entscheidender Bedeutung sein. Parisina fand in Ferrara nicht nur die Geliebte ihres Ehemannes, sondern auch deren Kinder vor, die etwa gleich alt waren wie sie selbst. Besonders gewöhnungsbedürftig waren für die junge neue Markgräfin vor allem die – überschäumenden – erotischen Bedürfnisse ihres Ehemannes. Parisina gebar dem Markgrafen 1419 zwei Töchter (Zwillinge) und 1421 mit Alberto Carlo d´Este einen legitimen Thronfolger, der allerdings nach kurzer Zeit verstarb. Nachdem Niccolò die junge Parisina als Ehefrau vorzog, starb Stella am 11. Juli 1419 an „gebrochenem Herzen“. Parisinas Beziehung zu ihren Stiefkindern war nicht einfach, da sie – fast gleichaltrig – wenig Autorität besaß, ihr Ehemann seine außerehelichen Kinder liebte, sie ehelichen völlig gleichstellte und insbesondere Ugo in sein Herz geschlossen hatte, der von ihm als Erbe ausersehen war.
Nach einer nicht gesicherten Version begann sie eine Beziehung mit ihrem Stiefsohn Ugo, als die Pest in Ferrara ausbrach. Um sie vor einer Ansteckung zu schützen, sei Parisina aus der Stadt in das Schloss Fossadalberto in Sicherheit gebracht wurde, wobei sie zum Schutz von ihrem Stiefsohn Ugo d´Este begleitet wurde. Bei diesem Aufenthalt in dem abgeschiedenen Schloss hätte sich zwischen den beiden ein Liebesverhältnis entwickelt.
Da die Verlobte Ugos Verdacht schöpfte, wurde Niccolo die Ungereimtheit hinterbracht.
Niccolo wollte daher Gewissheit und beobachtete von einem Versteck aus seine Frau und ertappte sie am 18. Mai 1425 beim Ehebruch.
Außer sich vor Zorn befahl er die Abhaltung eines Schnellgerichtes, um die Schuldigen nach dem Gesetz – das die Todesstrafe für in flagranti ertappte Ehebrecher vorsah – zu verurteilen.
Ugo wurde in den „Löwenturm“ und Parisina in den Turm des Castello Estense gesperrt, der noch heute „Torre Marchesana“ heißt. Beide wurden zum Tod verurteilt.
Am 21. Mai wurde zuerst Ugo enthauptet. Als man Parisina abholte, fragte sie nach Ugo. Als man ihr mitteilte, er wäre tot, rief sie, auch sie wolle nicht mehr leben, nahm sich selbst den Schmuck ab, und bedeckte selbst ihr Gesicht, um die Enthauptung zu erleichtern. Noch in der gleichen Nacht wurden beide in der Kirche San Francesco begraben. Als man den Markgrafen über den Vollzug der Hinrichtung informierte, raste er vor Schmerz, verwünschte seinen Beschluss und weinte tagelang über den Verlust seines geliebten Sohnes. In seiner Verzweiflung befand Niccolo, dass alle Frauen die wie Parisina die Ehe gebrochen hatten, dieselbe Strafe erleiden sollten. Das erste Opfer war Laudania Romei, die Gemahlin eines hohen Würdenträgers bei Hof. Nach deren Hinrichtung besann sich Niccolò und zog seinen Wahsinnsbefehl wieder zurück.

## Letztes Wirken
Im Frühjahr 1433 bestätigte der römisch-deutsche Kaiser Sigismund am 17. September 1433 dem Markgrafen Niccolò III. d’Este die Grafschaft Comacchio als zusätzliches Reichslehen, nachdem er bereits am 13. September dessen Söhne zu Rittern geschlagen hatte.
Papst Eugen IV. ließ am 8. Januar 1438 durch seinen Legaten Kardinal Niccolò Albergati in Ferrara ein Konzil eröffnen. Die Unterhandlungen begannen mit dem Empfang des Papstes durch Niccolò in seiner Stadt im März des Jahres. Es kam dabei zum letzten Treffen eines Papstes mit einem Patriarchen der christlichen Ostkirche. Aus Gründen der Seuchenvorbeugung und der päpstlichen Geldnot wurde im Januar 1439 das Konzil nach Florenz verlegt.

## Familie
Niccolò heiratete dreimal:

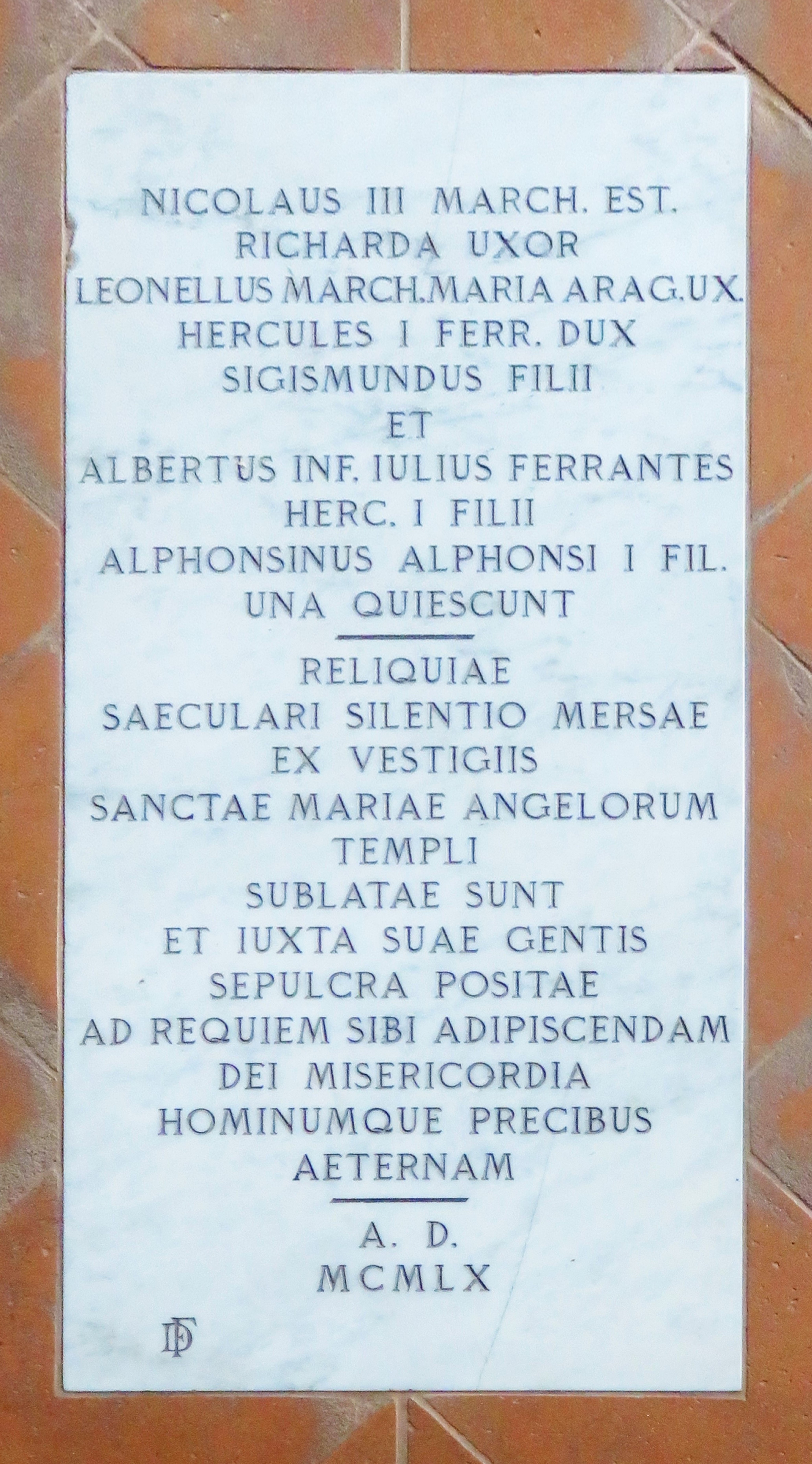
Grabtafel im Kloster Corpus Domini in Ferrara

- im Juni 1397 Gigliola da Carrara († 1416), eine Tochter von Francesco da Carrara,
- am 2. April 1418 Parisina Malatesta (* 1404, † 1425), eine Tochter von Andrea Malatesta und der Lucrezia Ordelaffi
- 1431 Ricarda di Saluzzo († 1474), eine Tochter von Tommaso III., Markgraf von Saluzzo

Aus diesen drei Ehen und aus einer Reihe außerehelicher Verbindungen hatte er mindestens 24 Kinder:
- Camilla d’Este ⚭ 1448 Rodolfo von Camerino († 1464),
- Fulco d’Este († 1433),
- Alberto d’Este († 1450),
- Isotta d’Este (1403–1404),
- Ugo d’Este (1405–1425),
- Meliaduso d’Este (1406–1452), Abt in Pomposa und Ferrara, tritt 1425 zurück,
- Leonello d’Este (1407–1450) ⚭ 1) 1435 Margherita Gonzaga († 1439), Tochter Francesco Gonzagas, ⚭ 2) 1444 Maria († 1449), uneheliche Tochter König Alfons’ V. von Aragón,
- Margherita d’Este ⚭ 1427 Galeotto Roberto Malatesta,
- Margherita d’Este († 1452) ⚭ Galasso Pio,
- Margherita d’Este ⚭ Franceschino zu Verona,
- Borso d’Este (1413–1471), Herzog von Modena und Reggio 1452, Herzog von Ferrara 1471,
- Viridis d’Este, Nonne,
- Alberto d’Este (1415–1502),
- Gurone d’Este († 1484),
- Lucia d’Este (1419–1437) ⚭ 1437 Carlo Gonzaga († 1456), Sohn Gianfrancesco Gonzagas,
- Ginevra d’Este (1419–1440) ⚭ 1433 Sigismondo Malatesta (1417–1468),
- Alberto Carlo d’Este (*/† 1421),
- Isotta d’Este (1425–1456) ⚭ 1) 1444 Oddo Antonio da Montefeltro (1426–1444), ⚭ 2) 1446 Stefano Frangipani,
- Beatrice d’Este (1427–1497) ⚭ 1) 1448 Niccolò von Correggio († 1449), ⚭ 2) 1451 Tristano Sforza († 1477)
- Ercole I. d’Este (1431–1505), Herzog 1471, ⚭ 1473 Eleonora von Neapel (1450–1493), Tochter König Ferdinands I.,
- Sigismondo d’Este (1433–1507), Markgraf von San Martino seit 1501,
- Rinaldo d’Este (um 1435–1503) ⚭ 1472 Lucrezia von Montferrat († nach 1481), Tochter des Markgrafen Wilhelm X.,
- Bianca d’Este (1440–1506) ⚭ 1468 Galeotto Pico, Herr von Mirandola († 1499),
- Orsina d’Este ⚭ 1) Aldobrandino Ragnoni († nach 1454), ⚭ 2) NN Malatesta, ⚭ 3) 1469 Andrea Gualengo.